# Ruta Estatal de California 192
La Ruta Estatal de California 192, y abreviada SR 192 (en inglés: California State Route 192) es una carretera estatal estadounidense ubicada en el estado de California. La carretera inicia en el Oeste desde la SR 154     cerca de Santa Bárbara en sentido Este hasta finalizar en la SR 160     cerca de Carpintería. La carretera tiene una longitud de 33,9 km (21.043 mi).

## Mantenimiento
Al igual que las autopistas interestatales, y las rutas federales y el resto de carreteras estatales, la Ruta Estatal de California 192 es administrada y mantenida por el Departamento de Transporte de California por sus siglas en inglés Caltrans.